# 前川康男
前川 康男（まえかわ やすお、1921年12月25日 - 2002年10月14日）は、日本の児童文学作家、翻訳家。

## 来歴・人物
東京出身。1939年早稲田第一高等学院に入学し、「早大童話会」に参加、1942年早稲田大学独文科に入学するが1943年学徒出陣、敗戦後上海に抑留され、1946年帰国。児童文学の出版社に勤めるがこれをやめ児童作家となる決意をし、1950年新潮社でアルバイトを始めそのまま11年間勤める。
1952年「川将軍」「村の一番星」で、児童文学者協会新人賞受賞。1963年「びわの実学校」編集同人となる。1967年『ヤン』で産経児童出版文化賞、1969年『魔神の海』で日本児童文学者協会賞、1981年『かわいそうな自動車の話』で野間児童文芸賞受賞。
妻の父は画家の高畠達四郎。1991年、紫綬褒章受章。

## 著書
- 『伝記ものがたり』（向坂隆一郎共著、西荻書店） 1951
- 『ぼうけんの童話集』（三十書房） 1961
- 『おもちゃの童話集』（三十書房） 1962
- 『ぼくはぼくらしく』（三十書房） 1963
- 『いろいろなどうぶつ』（荒金俊夫絵、フレーベル館） 1963
- 『きしゃ』（木村定男絵、フレーベル館） 1963
- 『黒部ダム物語 / マンモスタンカー物語』（あかね書房、少年少女20世紀の記録） 1963
- 『ふしぎなもりのものがたり』（あかね書房） 1965
- 『奇跡クラブ』（実業之日本社） 1966、のち偕成社文庫
- 『ヤン』（実業之日本社） 1967、のち講談社文庫
- 『はりせんぼんクラブ』（小峰書店） 1968
- 『魔神の海』（講談社） 1969、のち講談社文庫および青い鳥文庫
- 『さよならくまえもん』（国土社） 1972
- 『ゆびすいキョン』（文研出版） 1973
- 『ふしぎなももの話』（文研出版） 1973
- 『ほしいほしい小僧』（フレーベル館） 1973
- 『ふたりのにんじゅつつかい』（学習研究社） 1973
- 『もぐらの写真機』（岩崎書店、日本の幼年童話） 1973、のちフォア文庫
- 『ふしぎなふろしきづつみ』（実業之日本社） 1973
- 『だんまり鬼十』（フレーベル館） 1976.5、のち偕成社文庫
- 『まぼろしのセミの歌』（PHP研究所） 1977.6
- 『五つの幸運ものがたり』（小学館） 1978.11
- 『おかあさんの生まれた家』（講談社） 1979.10、のち青い鳥文庫
- 『かわいそうな自動車の話』（偕成社） 1981.2
- 『とけいじいさんのとけい』（ひさかたチャイルド） 1981.11
- 『かわいい山びこのはなし』（ひさかたチャイルド） 1983.8
- 『ノウサギの歌』（講談社） 1984.9
- 『さかだち犬』（ひさかたチャイルド） 1984.10
- 『鳥怪人になった日』（PHP研究所） 1986.4
- 『わがまま宇宙人がとんできた』（あすなろ書房） 1986.12
- 『赤おにゴチョモラ』（新学社） 1988.4
- 『パンク事件』（岩崎書店、幼年文学名作選） 1989.3
- 『テクテクさんのちょっとこわい話』（文渓堂） 1992.3
- 『エッフェルとうのあしおと』（小峰書店、えほん・こどもとともに） 1992.8
- 『森のなかの魚』（フレーベル館） 1993.2
- 『千石船漂流記』（フレーベル館） 1995.3
- 『世界一すてきなお父さん』（小峰書店、赤い鳥文庫） 1998.11
- 『あたらしい星へ』（PHP研究所） 2004.2

## 翻訳
- 『ジェイミーの冒険旅行』（ロバート・ルイス・テイラー、高橋正雄共訳、新潮社） 1963、のち偕成社文庫
- 『ふしぎな足音』チェスタートン、あかね書房、少年少女世界推理文学全集） 1964
- 『にげだしたライオン』（ゲーテ、偕成社） 1966
- 『ウェンデリンはどこかな?』（ヴィルフリード・ブレヒャー、偕成社） 1969
- 『しみの小人クリックス』（リューディガー・ストーエ、偕成社） 1969
- 『ねこねここねこ』（ブルノー・ホルスト・ブル、偕成社） 1969
- 『ぼくのいぬわたしのいぬ』（ヨセフ・グッゲンモス、偕成社） 1970
- 『かくれているものなあーに?』（ジェームス=クリュス、偕成社） 1977.10
- 『噴水のひみつ』（ルイーゼ・リンザー、高橋泉共訳、佑学社） 1985.5